# Rahm Emanuel
Rahm Israel Emanuel (n. 29 novembre 1959) és un polític nord-americà del Partit Demòcrata i Alcalde de Chicago. Va ser membre de la Cambra de Representants des del 2003 fins al 2009 pel 5è districte d'Illinois. Des de gener de 2009 fins a octubre de 2010 va ser el cap de Gabinet de la Casa Blanca amb Barack Obama.
Emanuel va ser cap de campanya del Partit Demòcrata per a les eleccions al Congrés de 2006. Després que el partit obtingués la majoria a la Cambra de Representants, va ser elegit com a president per al següent Caucus. Entre els demòcrates de la Cambra ocupa el quart lloc en importància, per darrere de la presidenta Nancy Pelosi, el líder Steny Hoyer i Jim Clyburn.
La seva activitat política es caracteritza per un marcat estil i l'habilitat per a la recaptació de fons. És coautor, juntament amb el president del Consell Demòcrata Bruce Reed, del llibre de 2006, The Pla: Big Ideas for America. Forma part de la New Democrat Coalition, una agrupació de congressistes amb una ideologia afí. El 5 de novembre de 2008, després de la victòria de Barack Obama, aquest va oferir a Emanuel ser el cap del Gabinet amb la nova administració a partir de gener de 2009, càrrec que va acceptar un dia més tard. El 2 octubre 2010 que va decidir allunyar-se del lloc per presentar-se com candidat a l'Alcaldia de Chicago que va guanyar el dia 24 de febrer de 2011.
El 22 de gener de 2013 va sumar a la llarga llista de polítics i institucions a fer una crida a la població en general perquè abandonin el consum de productes animals i adoptin una almentación vegana, com a manera de frenar la creixent mortalitat prematura per malalties com cardiovasculars, càncer, diabetis, etc. i per frenar l'emissió de gasos amb efecte d'hivernacle.